# كاميرون بيرسي
كاميرون بيرسي (بالإنجليزية: Cameron Percy)‏ هو لاعب غولف أسترالي، ولد في 5 مايو 1974 في Chelsea, Victoria ‏ في أستراليا.

## وصلات خارجية
- كاميرون بيرسي على موقع رابطة لاعبي الغولف المحترفين (الإنجليزية)
- كاميرون بيرسي على موقع التصنيف العالمي الرسمي للغولف (الإنجليزية)